# Seconda Divisione Marche 1930-1931
Seconda Divisione 1930-1931 fu il IV livello del XXXI campionato italiano di calcio.
Con lo spostamento di competenza dai Direttori Inferiori ai Direttori Regionali la composizione dei gironi di Seconda Divisione subì dei notevoli stravolgimenti.
Una grande novità di questa stagione fu rappresentata dalla presenza di squadre riserve: difatti con l'eliminazione del torneo regionale loro dedicato, le società militanti in Serie A e in Serie B avevano l'obbligo di iscrivere le loro squadre riserve in Seconda Divisione, escluse però dal meccanismo di promozione (rappresentato come gli anni precedenti dalla disputa della fase finale), poiché il loro campionato di merito era la Serie A o la Serie B.
Per assegnare i titoli di "Campione Regionale", ove si disputavano più gironi, era necessaria la disputa di un girone di finale (al quale potevano partecipare anche le squadre riserve). Le finali per il titolo regionale potevano essere disputate anche dalle società impegnate alle finali per la promozione alla Prima Divisione.
Questo è il campionato che fu gestito dal Direttorio Regionale Marchigiano avente sede ad Ancona.
La gestione della Seconda Divisione, da questo anno declassato a campionato regionale, per le tre regioni Marche, Umbria e Abruzzi fu assegnata dalla F.I.G.C. al Direttorio Regionale Marchigiano. Gli altri due Direttori organizzarono solo il campionato di Terza Divisione per motivi logistici, non avendo abbastanza squadre per poter organizzare autonomamente un proprio campionato di Seconda Divisione (il numero minimo di squadre per poterlo organizzare era 5). La squadra dalmata di Zara fu aggregata a questo campionato solo in seguito perché troppo lontana da Trieste per poter disputare il campionato giuliano ma soprattutto perché iscrittasi la stagione successiva.

## Girone unico

### Squadre partecipanti
| Squadra                    | Città                  |
| -------------------------- | ---------------------- |
| S.S. Emilio Bianchi        | Ancona                 |
| S.S. Fabriano              | Fabriano (AN)          |
| U.S. Fermana               | Fermo (AP)             |
| A.C. Foligno (B = riserve) | Foligno (PG)           |
| A.S. Gran Sasso            | Teramo                 |
| U.S. Tiferno               | Città di Castello (PG) |
| U.S. Vigor Senigallia      | Senigallia (AN)        |
| S.S. Virtus                | Spoleto (PG)           |

### Classifica finale
|  | Pos. | Squadra           | Pt       | G  | V | N | P | GF | GS | DR  |
|  | ---- | ----------------- | -------- | -- | - | - | - | -- | -- | --- |
|  | 1.   | Emilio Bianchi    | 20       | 12 | 9 | 2 | 1 | 29 | 7  | +22 |
|  | 2.   | Gran Sasso Teramo | 17       | 12 | 8 | 1 | 3 | 29 | 16 | +13 |
|  | 3.   | Fabriano          | 15       | 12 | 6 | 3 | 3 | 27 | 16 | +11 |
|  | 4.   | Virtus Spoleto    | 14       | 12 | 7 | 0 | 5 | 21 | 19 | +2  |
|  | 5.   | Foligno B         | 6        | 12 | 2 | 2 | 8 | 8  | 25 | -17 |
|  | 5.   | Tiferno           | 6        | 12 | 2 | 2 | 8 | 11 | 29 | -18 |
|  | 7.   | Fermana (-1)      | 5        | 12 | 2 | 2 | 8 | 9  | 22 | -13 |
|  | --   | Vigor Senigallia  | Ritirata |    |   |   |   |    |    |     |

Legenda:
      Ammesso alle finali Sud.
      Retrocesso in Terza Divisione.
 Non affiliate alla F.I.G.C. la stagione successiva.
Note:

Due punti a vittoria, uno a pareggio, zero a sconfitta.
In caso di pari punti per le squadre fuori dalla zona finali era in vigore il pari merito.

### Risultati

#### Calendario
| Andata (1ª) | Andata (1ª) | Prima giornata         | Ritorno (8ª) | Ritorno (8ª) |
|             |             |                        |              |              |
| 26 ott.     | 11-0        | E.Bianchi-Senigalliese | n.d.         | 11 gen.      |
| 26 ott.     | 3-2         | Fermana-Virtus         | 1-4          | 11 gen.      |
| 26 ott.     | 0-0         | Foligno B-Fabriano     | 1-5          | 11 gen.      |
| 26 ott.     | 4-0         | Gran Sasso-Tiferno     | 3-1          | 11 gen.      |

| Andata (2ª) | Andata (2ª) | Seconda giornata       | Ritorno (9ª) | Ritorno (9ª) |
|             |             |                        |              |              |
| 2 nov.      | 4-1         | Emilio Bianchi-Tiferno | 1-1          | 18 gen.      |
| 2 nov.      | n.d.        | Fabriano-Senigalliese  | n.d.         | 18 gen.      |
| 2 nov.      | 0-1         | Foligno B-Virtus       | 0-2          | 18 gen.      |
| 2 nov.      | 3-0         | Gran Sasso-Fermana     | 2-0          | 18 gen.      |

| Andata (3ª) | Andata (3ª) | Terza giornata          | Ritorno (10ª) | Ritorno (10ª) |
|             |             |                         |               |               |
| 9 nov.      | 1-1         | Fabriano-Emilio Bianchi | 1-3           | 1º feb.       |
| 9 nov.      | 2-0         | Fermana-Foligno B       | 1-2           | 1º feb.       |
| 9 nov.      | n.d.        | Senigalliese-Gran Sasso | n.d.          | 1º feb.       |
| 9 nov.      | 0-1         | Tiferno-Virtus          | 1-4           | 1º feb.       |

| Andata (4ª) | Andata (4ª) | Quarta giornata       | Ritorno (11ª) | Ritorno (11ª) |
|             |             |                       |               |               |
| 16 nov.     | 4-0         | Emilio Bianchi-Virtus | 2-0           | 8 feb.        |
| 16 nov.     | 2-2         | Fabriano-Fermana      | 2-0           | 8 feb.        |
| 16 nov.     | 1-1         | Foligno B-Gran Sasso  | 1-4           | 8 feb.        |
| 16 nov.     | n.d.        | Senigalliese-Tiferno  | n.d.          | 8 feb.        |

| Andata (5ª) | Andata (5ª) | Quinta giornata           | Ritorno (12ª) | Ritorno (12ª) |
|             |             |                           |               |               |
| 23 nov.     | 3-0         | Gran Sasso-Emilio Bianchi | 0-5           | 22 feb.       |
| 23 nov.     | 0-4         | Senigalliese-Fermana      | n.d.          | 22 feb.       |
| 23 nov.     | 4-1         | Tiferno-Foligno B         | 0-2           | 22 feb.       |
| 27 gen.     | 2-0         | Virtus-Fabriano           | 1-3           | 22 mar.       |

| Andata (6ª) | Andata (6ª) | Sesta giornata           | Ritorno (13ª) | Ritorno (13ª) |
|             |             |                          |               |               |
| 30 nov.     | 3-2         | Fabriano-Gran Sasso      | 1-2           | 1º mar.       |
| 30 nov.     | 0-1         | Foligno B-Emilio Bianchi | 0-4           | 1º mar.       |
| 30 nov.     | 1-0         | Tiferno-Fermana          | 0-0           | 1º mar.       |
| 30 nov.     | 5-0         | Virtus-Senigalliese      | n.d.          | 1º mar.       |

| Andata | Andata | Settima giornata       | Ritorno | Ritorno |
|        |        |                        |         |         |
| 7 dic. | 5-1    | Fabriano-Tiferno       | 4-1     | 8 mar.  |
| 7 dic. | 0-1    | Fermana-Emilio Bianchi | 0-3     | 15 mar. |
| 7 dic. | 5-1    | Gran Sasso-Virtus      | 0-3     | 8 mar.  |
| 7 dic. | n.d.   | Senigalliese-Foligno B | n.d.    | 8 mar.  |